# هنر مخفی پرواز انسان
هنر مخفی پرواز انسان (به انگلیسی: The Secret Art of Human Flight)، یک فیلم مستقل آمریکایی در ژانر فانتزی کمدی به نویسندگی و کارگردانی اچ.پی منودزا است که در سالب ۲۰۲۳ منتشر شد. گرانت روزن مایر، مگی گریس، پال ریسی، لوسی دویتو و سندهیل رامامورثی بازیگران فیلم هستند. داستان فیلم درباره مردی به نام بن گریدی است که پس از مرگ هعمسرش؛ دوران بسیار تاریک و سختی را تجربه کرده و در انزوا فرو رفته است. زندگی او بعد از پیدا کردن کتاب مرموزی که ادعا می‌کند حاوی اطلاعاتی درباره پرواز کردن انسان است؛ تغییر پیدا می‌کند. 
هنر مخفی پرواز انسان برای نخستین‌بار در جشنواره فیلم ترایبکا ۲۰۲۳ رونمایی شد. فیلم در تاریخ ۳ اوت ۲۰۲۴ به صورت اینترنتی منتشر شد.
هنر مخفی پرواز انسان با استقبال بالای منتقدان مواجه شد و در زمینه فیلم‌نامه و خلاقیت داستانی مورد تحسین قرار گرفت.